# FBI Ten Most Wanted Fugitives
FBI Ten Most Wanted Fugitives är en lista över de 10 mest efterlysta brottslingarna som den amerikanska federala polismyndigheten FBI letar efter. Listan är till för att få hjälp av allmänheten att hitta särskilt farliga brottslingar. Tips som leder till att någon av de efterlysta kan arresteras brukar ofta leda till att personen som lämnar tipset får en belöning i storleksklassen 100 000 USD (ca 1 000 000 kr) eller mer.